# Theuma purcelli
Theuma purcelli är en spindelart som beskrevs av Tucker 1923. Theuma purcelli ingår i släktet Theuma och familjen Prodidomidae. Inga underarter finns listade i Catalogue of Life.